# Thomas Bach
Thomas Bach, (Würzburg, 29. prosinca 1953.), zapadnonjemački je mačevalac koji je osvojio zlatno odličje u mačevanju (floret momčadski) na Olimpijskim igrama u Montrealu 1976.
 Bio je također i svjetski prvak u Buenos Airesu 1977.
Poslije nekoliko godina bavljenja poduzetništvom izabran je 10. rujna 2013. za predsjednika Međunarodnog olimpijskog odbora (MOO). Pored materinskog njemačkog govori tečno francuski, engleski i španjolski jezik.